# Pan Sonic
Pan Sonic est un duo finlandais de musique électronique minimale et expérimentale composé de Mika Vainio et Ilpo Väisänen. Fondé en 1993 à Turku, le groupe se faisait appeler alors Panasonic, mais un procès intenté par la firme japonaise du même nom leur fera perdre une lettre, et comptait un troisième membre Sami Salo (qui a par la suite quitté le groupe).
Pan Sonic tire beaucoup de ses influences de la musique industrielle du début des années 1980 (Einstürzende Neubauten, Suicide, etc.), du hip-hop, du reggae ou même du travail de Johnny Cash et est caractérisé souvent par un son composé de boucles froides et hypnotiques (dues notamment à l'utilisation de samplers, d'une MPC et de synthétiseurs vintages).
Dans son livre Haunted Weather (2005), David Toop décrit leur musique comme "un manifeste pour la poésie de l'électricité". Le journaliste Philippe Simon les voit comme les "autarciques initiateurs d'une electronica tout en froideur et en puissance". Selon Michel Masserey, leurs compositions "jouent sur l'idée de souffle sonore, d'onde et de fréquence filtrées, déconstruites et réanimées".
Le duo s'est séparé en 2009, Vainio et Väisänen souhaitant se concentrer sur leurs projets personnels.

## Histoire

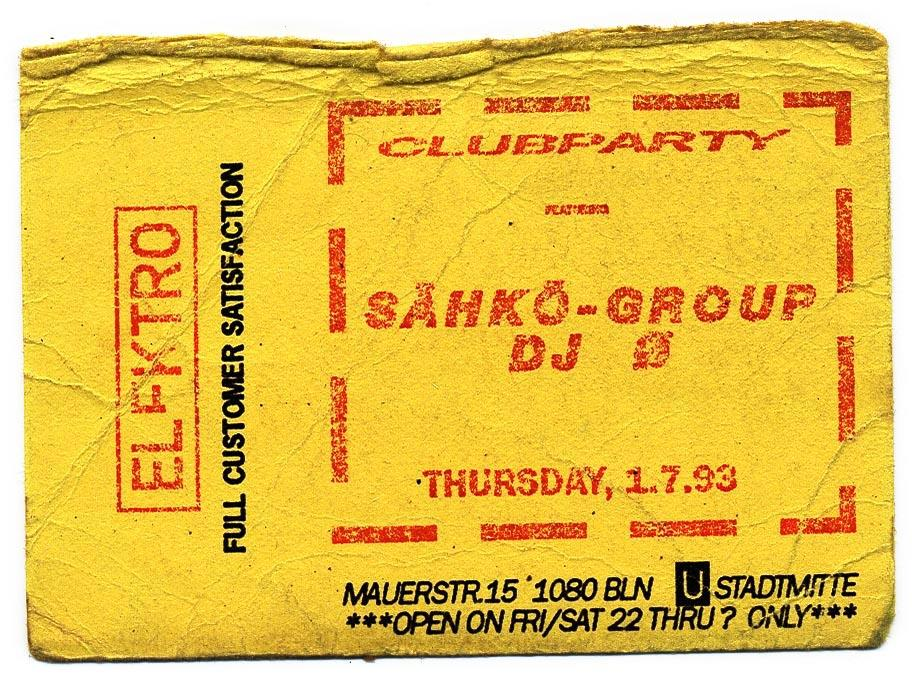
Flyer du concert du collectif Sähkö au club Elektro, le 1er juin 1993.

Le groupe est fondé en 1993 à Turku sous le nom de Panasonic, par Mika Vainio, Ilpo Väisänen, et Sami Salo. Le groupe aurait choisi ce nom après s'être produit durant l'été 1993 dans le minuscule club berlinois "Elektro", qui était orné d'une enseigne de cette marque, (il s'agissait d'une installation de l'artiste Daniel Pflumm).
Un premier EP 12" est publié en 1994 par le label Sähkö, comportant deux titres.
Le 2 juillet 1994, le trio Panasonic donne un concert au Interference Festival, se déroulant au club Tresor en marge de la Love Parade, à Berlin. Selon Oli Warwick, ce concert "intense et brutal" laisse une forte impression à ses spectateurs. 
Le 14 octobre 1994, Panasonic donne leur premier concert à Londres, au Vox Club de Brixton. Selon Robin Rimbaud, ce concert est devenu légendaire, bien qu'il n'ait duré que 12 minutes, interrompu par une panne électrique. 
« Pitch black but for a laser projection mapping out the frequencies on a screen behind the performers, razor-thin tones resonated about us, unnerving, primeval, ancient and modern in equal measure, building with rhythmic energy and pulsations. »
— Robin Rimbaud, The debut of Pan Sonic in London, 1994

« Dans le noir absolu, à l'exception d'une projection laser dessinant les fréquences sur un écran derrière les musiciens, des sons acérés résonnaient autour de nous, troublants, primitifs, à la fois anciens et modernes, s'amplifiant avec des pulsations rythmiques. »
— The debut of Pan Sonic in London, 1994
Le 19 et 20 janvier 1995, le groupe se produit en concert à The Knitting Factory, à New York. Ces deux concerts sont enregistrés et seront édités en 2001.

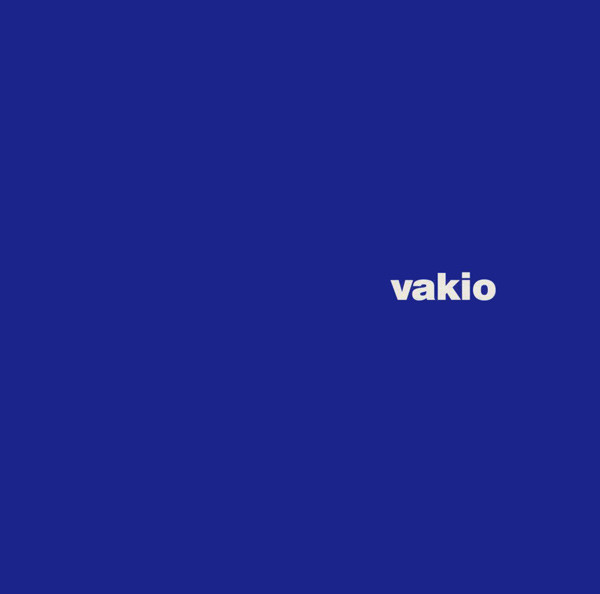
Couverture de l'album Vakio (1995)

### Vakio – 1995
L'année suivante, en septembre 1995, leur premier album Vakio ("norme") est publié par le label anglais Blast First. Après cet enregistrement, Sami Salo quitte le groupe, qui sera désormais un duo constitué de Vainio et Väisänen.
Un clip vidéo pour le morceau Urania est réalisé par Brian Griffin,.
Le 5 octobre 1995, Panasonic (le duo Vainio et Väisänen) donne un concert à The Garage, à Londres, qui sera édité sur CD en 2001.
En juillet 1996 sort Osasto, un EP de quatre titres, édité par Blast First au format CD et vinyle 12".

### Kulma – 1997
En janvier 1997 sort le deuxième album de Panasonic, Kulma ("angle"). À cette époque, Vainio s'établit à Londres, et Panasonic effectue une tournée européenne, accompagnant le groupe Swans.

#### Première collaboration avec Alan Vega
Au début de 1998, Panasonic publie un 12", Medal, enregistré avec Alan Vega, le chanteur du mythique groupe Suicide. Un album né de cette collaboration, intitulé Endless, est publié en juillet 1998 sur Blast First.
Un clip vidéo est réalisé pour le morceau Endless, par Brian Griffin.

### A – 1999

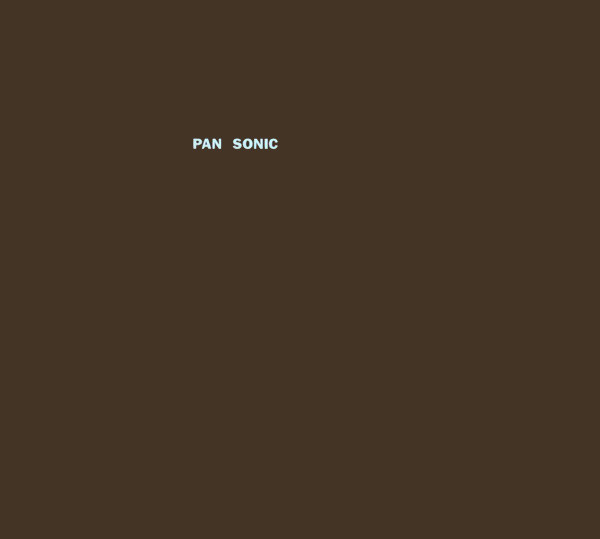
Couverture de l'album A (1999)

Le troisième album de Pan Sonic, sobrement intitulé A, sort sur Blast First en février 1999. En effet, à la suite de menaces de la part de la marque japonaise d'électronique, le groupe a décidé de changer de nom: Panasonic devient Pan Sonic. La lettre A, absente de la pochette mais visible sur la tranche, est devenue ironiquement le titre de l'album.
En mars 1999 paraît un EP de quatre pistes, intitulé B.
Des tournées mènent le groupe à travers l'Europe, aux États-Unis, puis dans sa Finlande natale.

### Aaltopiiri et tournée mondiale – 2001

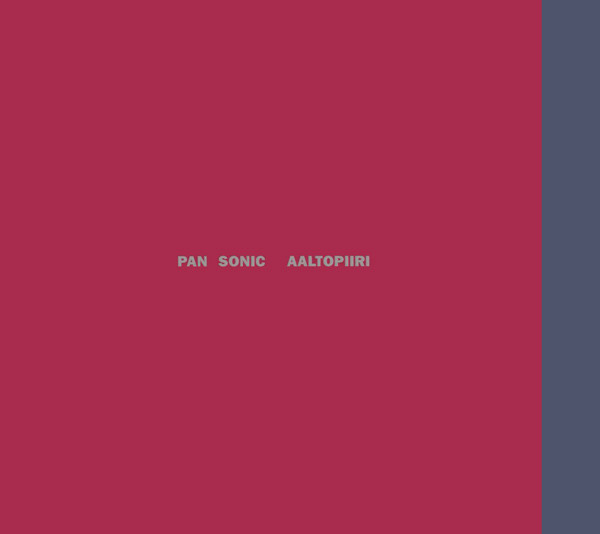
Couverture de l'album Aaltopiiri (2001)

Après la sortie du quatrième album Aaltopiiri ("circuit d'onde"), en 2001, le groupe se lance dans une tournée mondiale de huit semaines, qui inclut l'Asie (la première date est le 17 février 2001 à Singapour), l'Australie, la Nouvelle-Zélande, l'Ile de Pâques, l'Argentine, le Mexique (le 17 mars), les États-Unis (San Francisco, Portland, Seattle, New York, Princeton), le Canada (Edmonton, Winnipeg, Toronto) et l'Islande (en début avril),.
Epuisé physiquement et mentalement, Mika Vainio tombe malade, et la tournée est interrompue (quatre semaines supplémentaires étaient planifiées).
En Islande, une collaboration avec le compositeur Barry Adamson, initiée par le label Kitchen Motors, donne lieu à un enregistrement de Pan Sonic avec le Hljómeyki Chamber Choir, qui sera publié sous le titre Motorlab #3, accompagné d'un remix par The Hafler Trio.

#### Collaborations avec Alan Vega et Merzbow – 2002
En mai 2002, Mika Vainio et Ilpo Väisänen se retrouvent aux 6/8 Studios à New York, pour enregistrer avec Alan Vega leur deuxième album collaboratif, Resurrection River. Il sortira en 2005 sur le label autrichien Mego.
Le 20 mai 2002, Pan Sonic donne au Québec un concert en collaboration avec Merzbow, au Festival International de Musique Actuelle de Victoriaville. Enregistré par Radio-Canada, le concert sera édité en 2003 par le label canadien Les Disques Victo, sous le titre V.

### Kesto – 2004

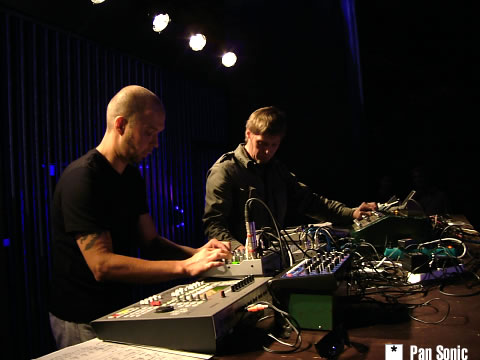
Pan Sonic en concert sous les arches du Pont-Butin, à Genève, le 4 septembre 2004.

En 2003, Pan Sonic enregistre à Berlin son cinquième album. L'album intitulé Kesto ("durée") sort sur Blast First en 2004, dans un volumineux coffret de quatre CD. La durée totale est de 234 minutes et 48 secondes. Certains morceaux sont dédicacés à des musiciens admirés par le groupe: Bruce Gilbert, Keiji Hainio, Suicide, Throbbing Gristle, Alvin Lucier et Charlemagne Palestine.

### Cathodephase – 2007
En 2005-2006, Pan Sonic enregistre à Berlin son sixième album, Katodivaihe = Cathodephase, qui sort en avril 2007 sur Blast First Petite. Trois morceaux sont enregistrés en collaboration de la violoncelliste Hildur Guðnadóttir.

### Gravitoni – 2010
Il est suivi en 2010 par Gravitoni, le dernier album studio enregistré avant la dissolution du groupe.
En 2014, le label ukrainien Kvitnu publie Oksastus, l'enregistrement d'un concert donné par Pan Sonic à Kiev le 6 juin 2009,.
En 2016, le disque Atomin Paluu est publié sur Blast First Petite aux formats CD et double vinyle. Il s'agit d'une bande-son pour un film documentaire de Mika Taanila (consacré à la construction d'une nouvelle centrale nucléaire en Finlande), dont le titre se traduit par "Le Retour de l'atome". La musique a été enregistrée durant les dernières années d'activité de Pan Sonic, entre 2005-2011.

## Discographie

### Albums
- Vakio (1995, Blast First)
- Kulma (1997, Blast First)
- A (1999, Blast First)
- Aaltopiiri (2001, Blast First)
- Kesto (234.48:4) (2004, Blast First)
- Katodivaihe (2007, Blast First Petite)
- Gravitoni (2010, Blast First Petite)
- Oksastus  (2013, Kvitnu)
- Atomin Paluu (2016, Blast First Petite)

### EP / Singles
- Panasonic EP (1994, Sähkö)
- Osasto EP (1996, Blast First)
- Arctic Rangers 2 x7" (1998)
- B (1999)

### Collaborations
- Medal 12" (1998) (avec Alan Vega)
- Endless (1998) (avec Alan Vega)
- Mort Aux Vaches (2000) (avec Charlemagne Palestine)
- Frost 79° 40‘ (2000) (avec Andreas Ammer et FM Einheit)
- Motorlab #3 (2001) (avec Barry Adamson)
- IBM – The Oval Recording (2001) (avec Bruce Gilbert)
- V (2003) (avec Merzbow)
- Nine Suggestions (2005, Allquestions) (avec John Duncan)
- Resurrection River (2005) (avec Alan Vega)
- Che (2009) (avec Sunn O))), Alan Vega et Stephen Burroughs)
- Shall I Download A Blackhole And Offer It To You - Live In Berlin 15.11.2007 (2009) (avec Keiji Haino)
- In The Studio (2010) (avec Keiji Haino)
- Microwaves (2021) (avec Alter Ego)